# Urokinase
Urokinase oder Urokinase-Typ Plasminogen Aktivator (kurz uPA) ist ein Enzym aus der Gruppe der Peptidasen (auch Proteasen), das  zur Behandlung des Herzinfarktes, der Lungenembolie und sonstiger thrombotischer Gefäßverschlüsse sowie zur Therapie und Prophylaxe thrombotischer Katheterverschlüsse eingesetzt wird. 
Urokinase wurde erstmals in menschlichem Urin entdeckt und als Protease beschrieben. Physiologisch zirkuliert es im Blutstrom und setzt Plasminogen zu Plasmin um, welches eine Serinproteinase ist, die diverse Proteine im Plasma und insbesondere Fibrin-Gerinnsel auflöst. Dieser Vorgang wird als Fibrinolyse bezeichnet und die Wirksamkeit von Urokinase als Medikament beruht auf diesem Mechanismus. Urokinase wird durch die Plasminogen-Aktivator-Inhibitoren PAI-1 und PAI-2 inhibiert.
Man stellte fest, dass die Expression von Urokinase und PAI-1 in verschiedenen Krebserkrankungen signifikant erhöht ist und so als prognostischer Marker dienen kann.
Seine Wirkung kann durch Gabe von Tranexamsäure aufgehoben werden.

## Urokinase-Rezeptor
Wenn Urokinase an seinen zellulären Rezeptor, den per Glycosylphosphatidylinositol-Anker (GPI-Anker) an der Zellmembran befestigten Urokinase-Rezeptor (uPAR) gebunden ist, ist seine proteolytische Aktivität stark erhöht. Außerdem werden durch die Bindung von Urokinase an den uPAR mitotische Signalwege der Zelle aktiviert und die zelluläre Migration erhöht. Diese Prozesse sind unabhängig von der proteolytischen Aktivität der Urokinase.

## Indikationen
Urokinase ist in Deutschland zugelassen für den Einsatz bei 
- Peripherer arterieller Thrombose
- akuter und subakuter Thrombose tiefer Venen
- akuten diagnostisch gesicherten Lungenembolie, insbesondere bei instabilen hämodynamischen Verhältnissen[1]
- thrombosiertem arteriovenösem Shunt
- zur Prophylaxe infektiöser und thrombotischer Komplikationen zentralvenöser Katheter
- Wiederherstellung der Durchgängigkeit thrombotisch verschlossener zentralvenöser Katheter, einschließlich Hämodialysekatheter.[2]

## Handelsnamen
Urokinase ist in Deutschland, Österreich und der Schweiz unter dem Namen Urokinase HS medac in fünf Wirkstärken (10.000/ 50.000/ 100.000/ 250.000/ 500.000 I.E.) zugelassen, allerdings seit geraumer Zeit nicht lieferbar.